# Anacridium burri
Anacridium burri är en insektsart som beskrevs av Vitaly Michailovitsh Dirsh och Boris Petrovich Uvarov 1953. Anacridium burri ingår i släktet Anacridium och familjen gräshoppor. Inga underarter finns listade i Catalogue of Life.